# Heinrich Feldtmann
Heinrich Feldtmann (* 12. Juni 1838 in Nienburg/Weser; † 26. Juli 1905 in Weißensee) war ein Gemeindevorsteher der Landgemeinde Weißensee bei Berlin.

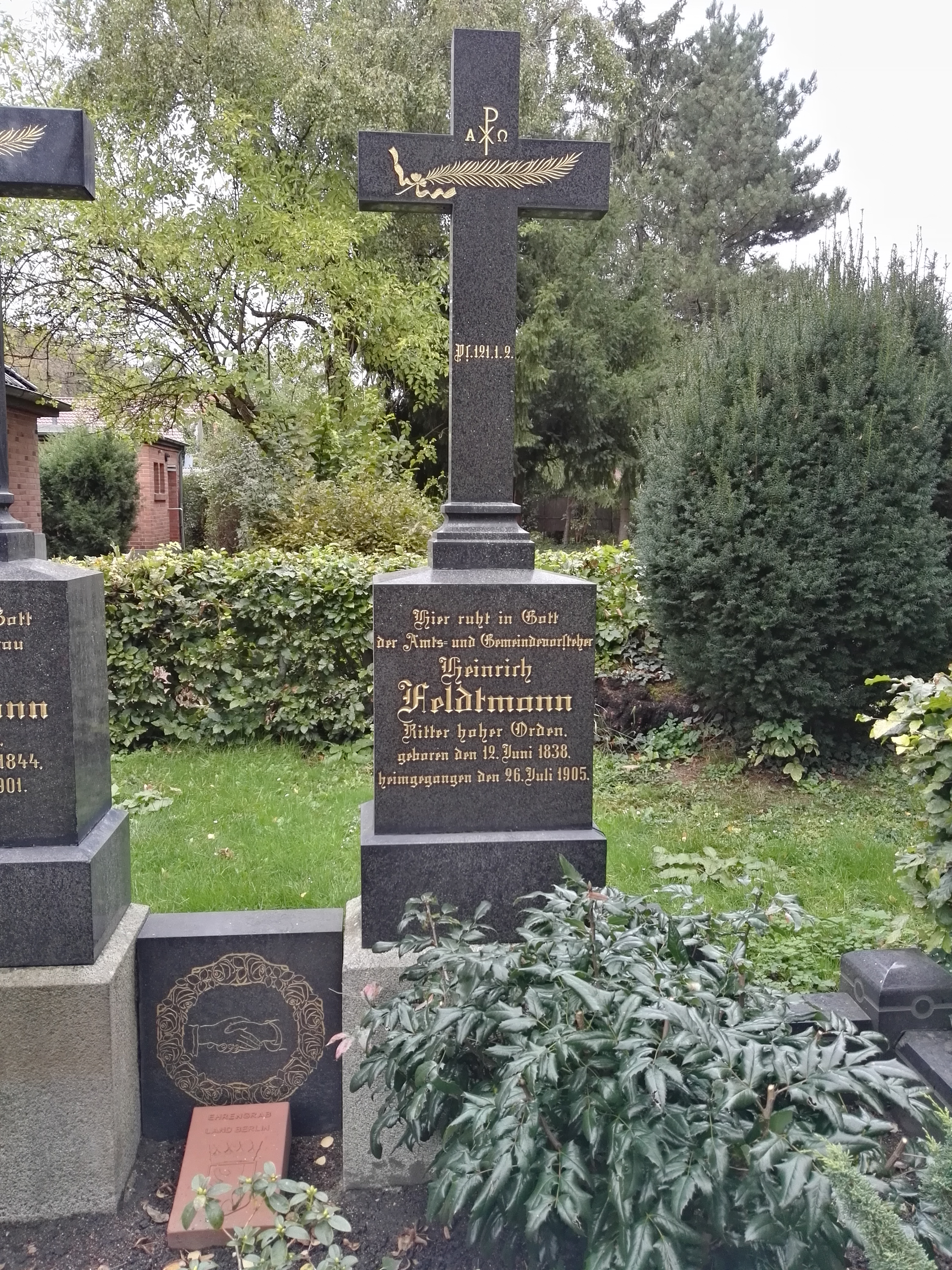
Ehrengrab Feldtmanns

## Leben und Wirken

Ehemalige Villa von Feldtmann in der Weißenseer Albertinenstraße

Feldtmann wurde 1838 in Nienburg an der Weser als Sohn eines Tischlers geboren. Er wuchs im ländlichen Milieu auf, lernte dort Nöte und Probleme der dortigen Bevölkerung kennen.
1874 kam Feldtmann nach Weißensee, um die Verwaltung des Rittergutes zu übernehmen. Am 18. Mai 1877 wurde er in Weißensee Amtsvorsteher und wenige Jahre später Gemeindevorsteher des Ortsteils Neu-Weißensee. Weitere Aufgaben wie die Mitgliedschaften im Kreistag, des Kreisausschusses, des Provinziallandtages, des Gemeindekirchenrates, der Synode kamen hinzu.
Besondere Verdienste erwarb er sich beim Ausbau der Weißenseer Kirchgemeinde und der Errichtung der Bethanienkirche am Mirbachplatz und des dazugehörenden Pfarrhauses.
Er war verheiratet mit Christine Friederike Henrirette geb. Starck.
Nach seinem Tod im Jahr 1905 wurde Carl Woelck sein Nachfolger.

## Auszeichnungen
- Roter Adlerorden 4. Klasse aus Anlass seines 25-jährigen Dienstjubiläums
- Kronenorden 3. Klasse bei der Einweihung der Bethanienkirche im Herbst 1902
- Ehrengrab auf dem Friedhof Weißensee
- In Weißensee ist die Feldtmannstraße nach ihm benannt.